# 帕舒帕蒂纳特庙

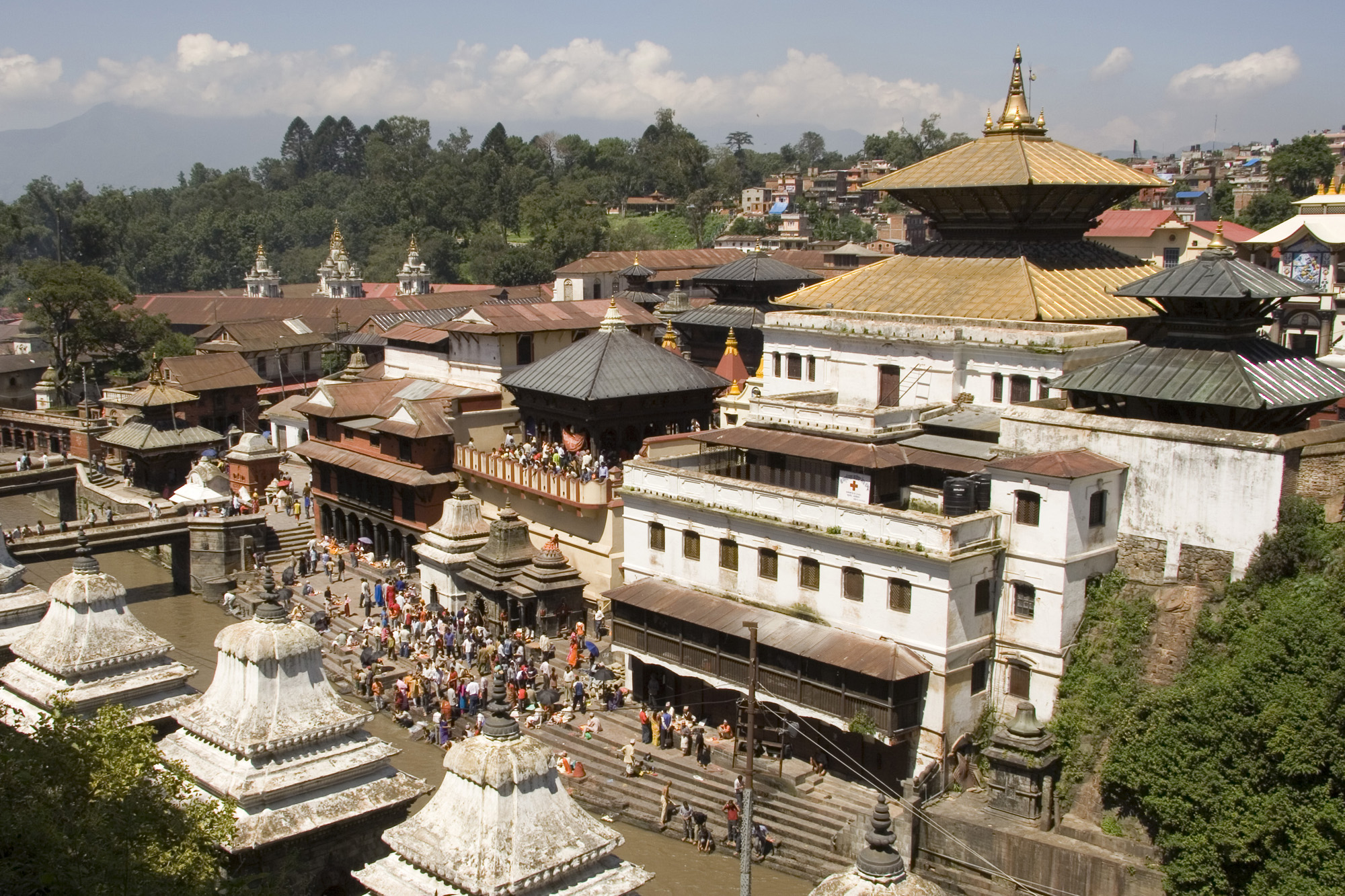
帕舒帕蒂纳特庙的东面

帕舒帕蒂纳特庙（拉丁化：Pashupatinath Mandir），位於尼泊尔加德滿都东部巴格马蒂河畔，是一座印度教寺庙，也是印度次大陆四大供奉湿婆的寺庙之一，创建时间可追溯至公元400年。

## 神话传说

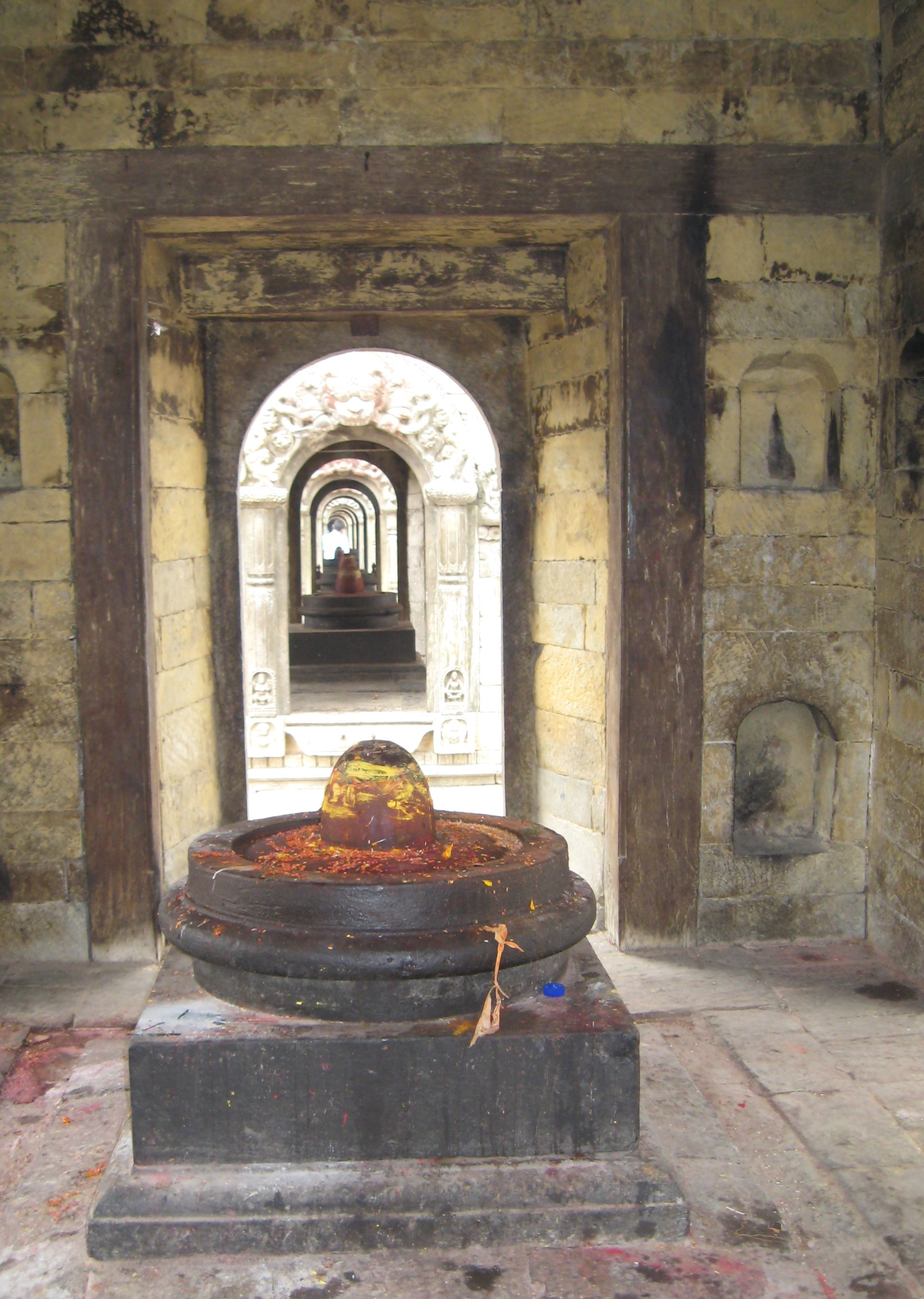
湿婆林伽

“帕舒帕蒂纳特”（Pashupatinath）一名中，“帕舒帕蒂”（Pashupati，Paśupati）意为一切生物的保护者，是湿婆的名号之一。《梨俱吠陀》则将“帕舒帕”（pashupa，意为一切生物的保护者）作为普善的名号之一。“帕舒帕蒂纳特”的意思是“一切生物的保护者和主”，由三个梵语词汇组成：“帕舒”（pashu，意为“生物”），“帕蒂”（pati，意为“保护者”），“纳特”（nath，意为“主”）。在尼泊尔语和印地语中，有时为表尊敬可前缀敬语“室利”（Shree），成为“室利·帕舒帕蒂纳特”（Shree Pashupatinath），意思是“尊敬的一切生物的保护者和主”（英語：Respected Protector and Lord of all living things）。
帕舒帕蒂纳特庙是加德满都最古老的印度教寺庙，不过关於这座寺庙建成的确切时间却无人知晓。但根据《室犍陀往世书》中的“Nepal Mahatmaya”与“Himvatkhanda”章节所述，一天，湿婆在祂位於冈仁波齐峰的宫殿中待厌烦了，於是就去寻找一个藏身之处。祂发现了加德满都山谷，然後就在无人知晓的情况下逃出了宫殿，并在山谷中定居。祂在当地以“帕舒帕蒂”的名字而闻名，之後其他神祇发现了祂的藏身之处，於是就去引祂出山谷。於是祂将自己化身成一只雄壮的鹿，在其他神祇请求祂帮忙时，祂不愿意提供帮助。如果湿婆不答应祂们的请求，祂们就会使用武力。毗湿奴抓住祂的鹿角，鹿角断裂成了碎片。毗湿奴建立了一座寺庙，并在巴格马蒂河畔用碎鹿角做成了林伽。随着时间的流逝，寺庙被埋在地下并被人们遗忘。後来，一头奶牛秘密地将奶洒在了土堆上，接着饲养奶牛的牧人就在土堆周围挖掘，最後他们发现了失踪的林伽，然後就再次建起了供奉湿婆的寺庙。

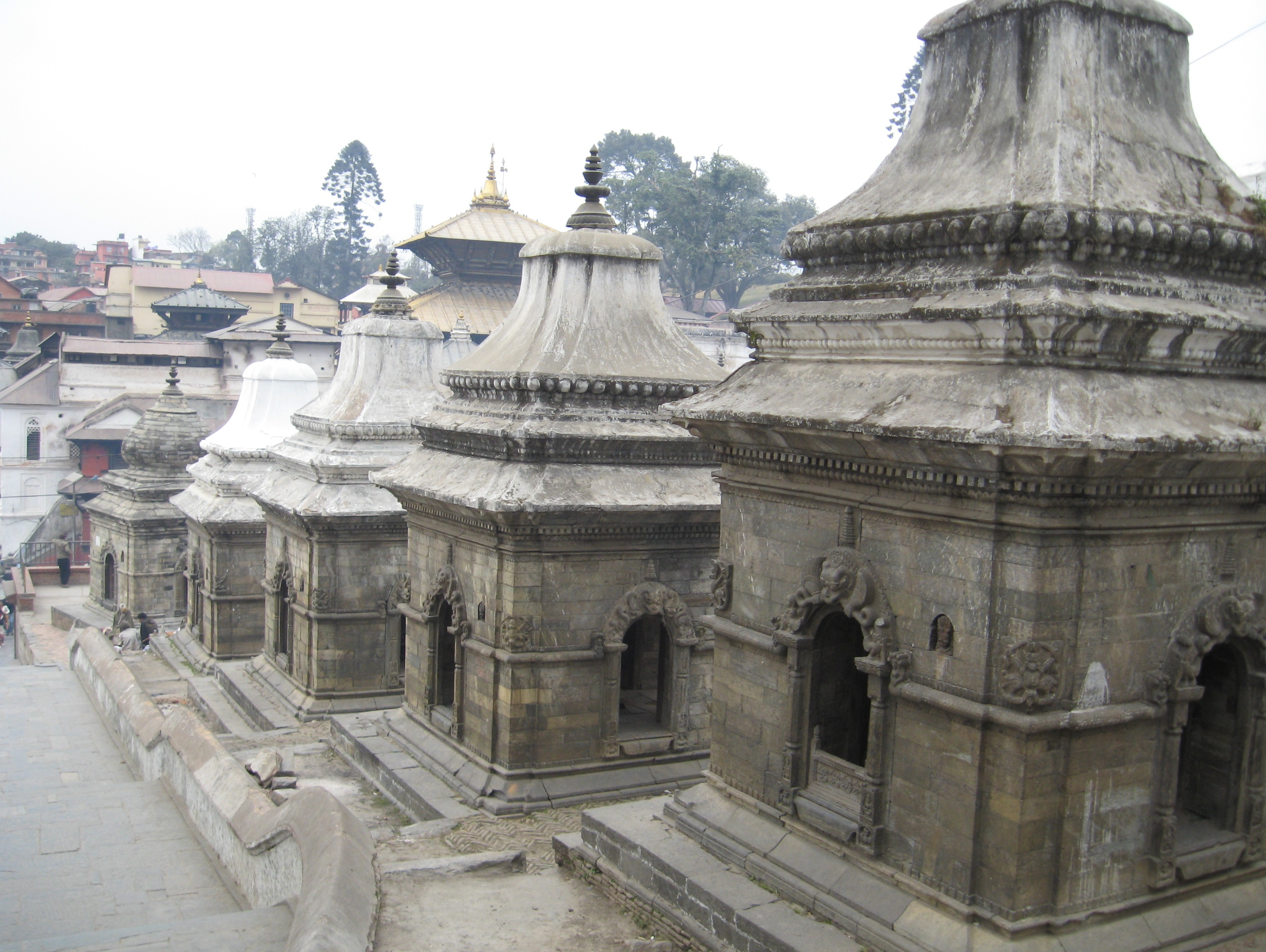
寺庙对岸林立的林伽神龛
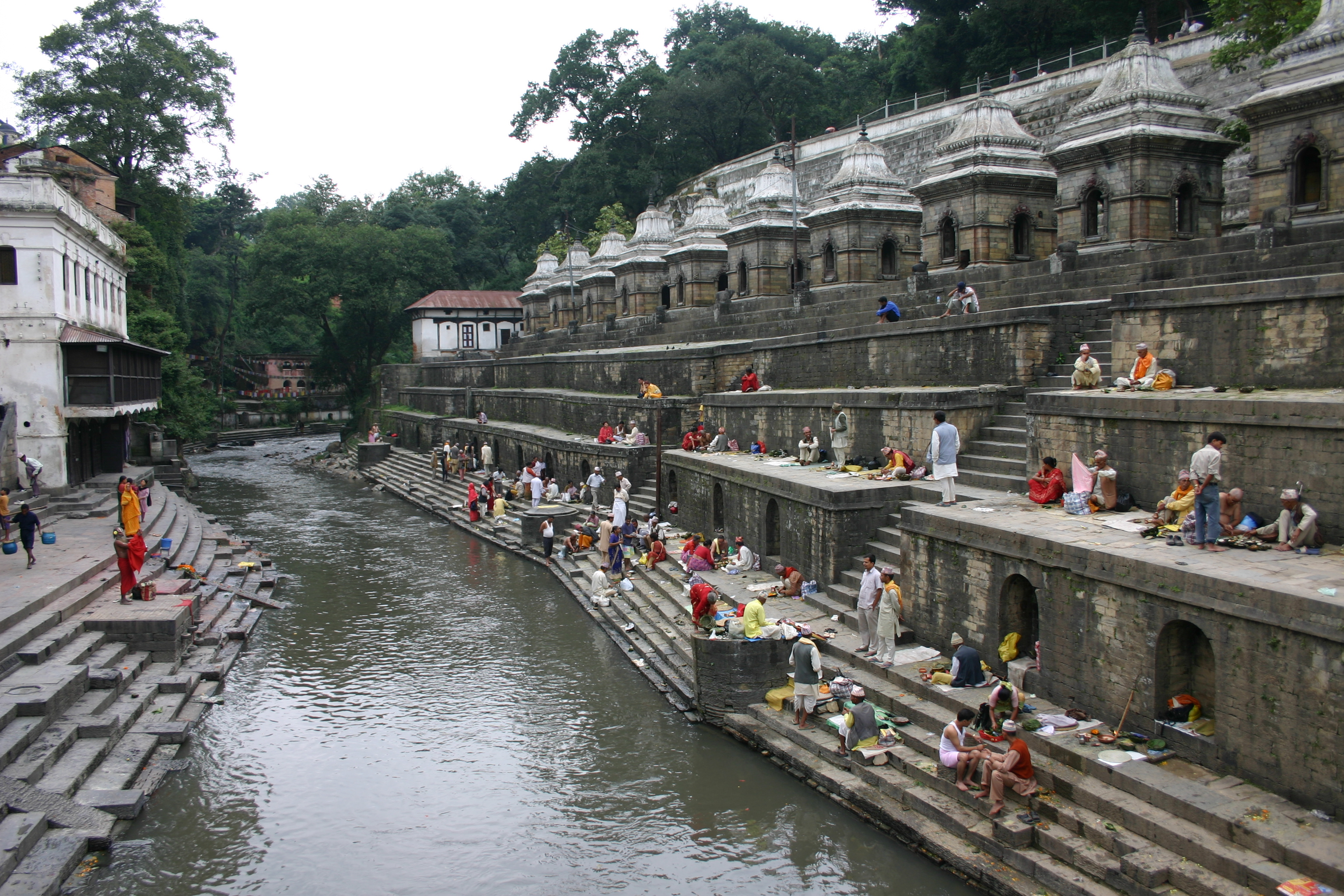
林伽神龛全景

## 宗教意义

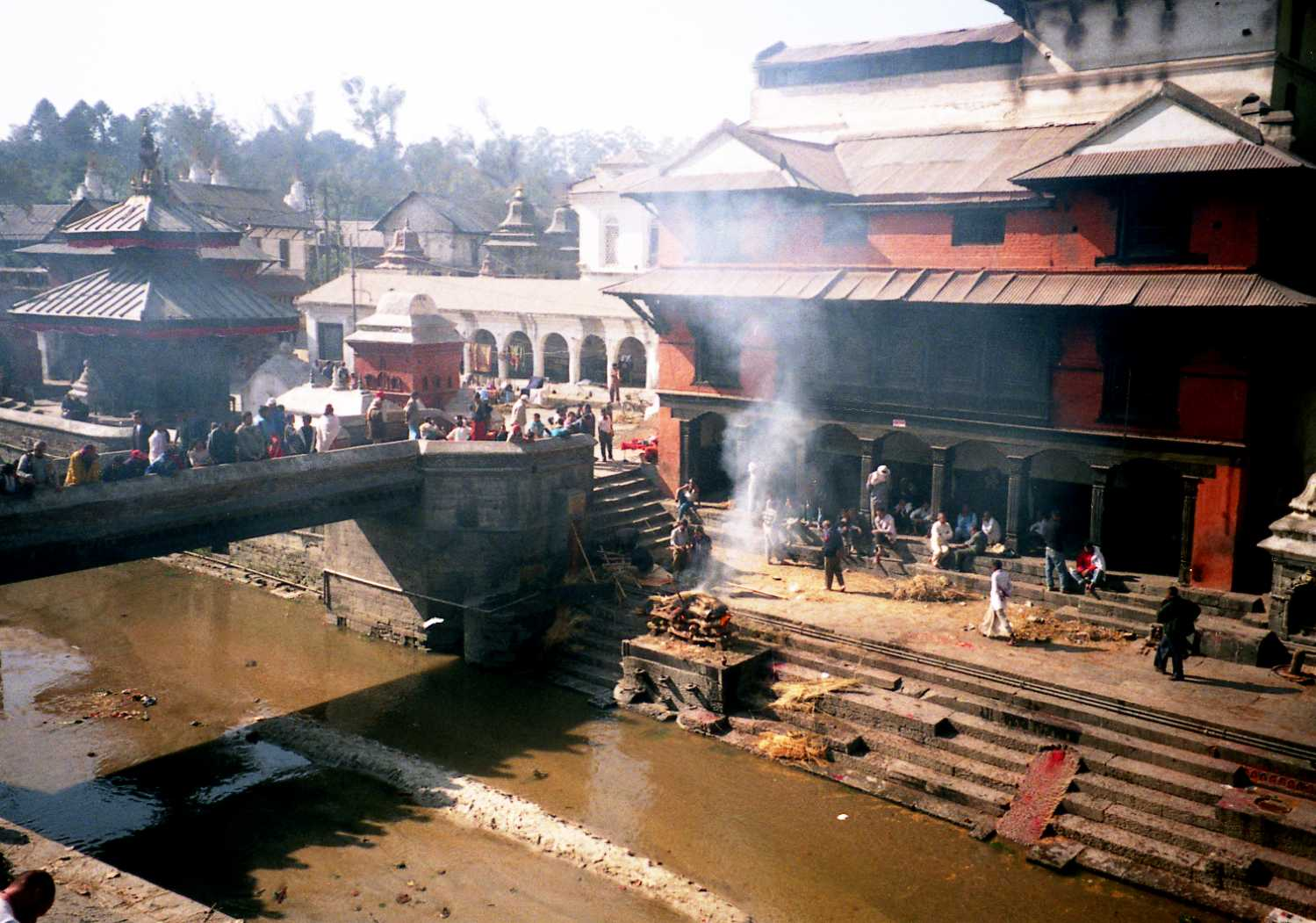
巴格马蒂河畔举行的火葬仪式

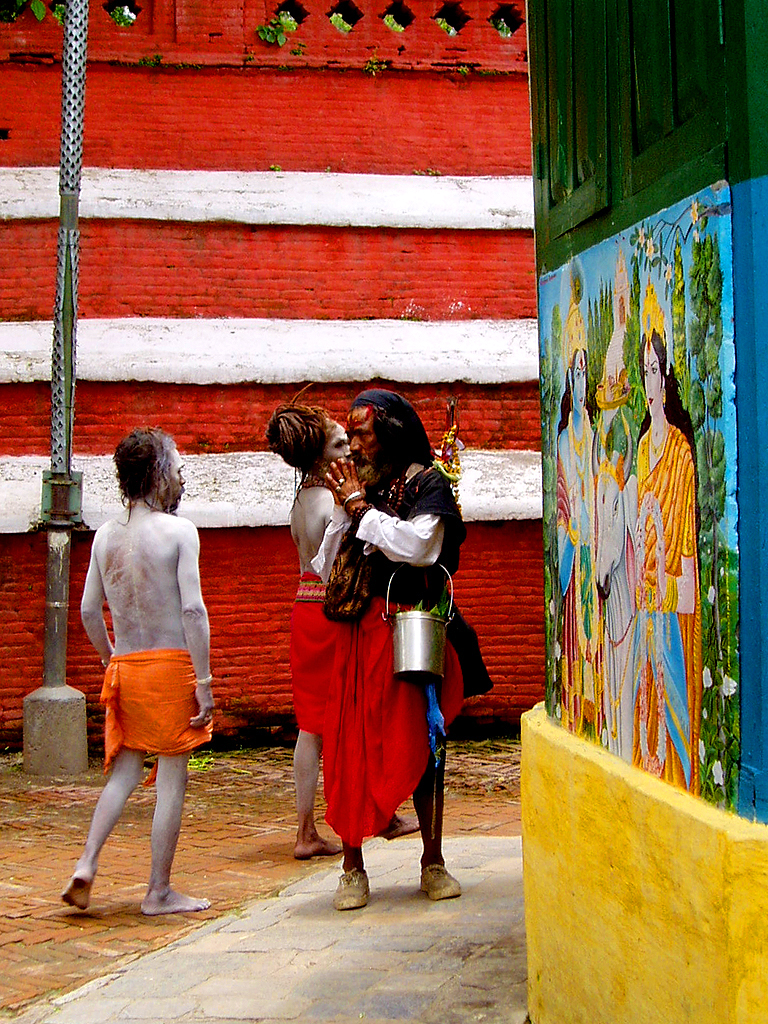
络绎不绝的朝圣者

帕舒帕蒂纳特庙是供奉印度教大神湿婆（尼泊尔语中称为“帕舒帕蒂”，即兽主）的寺庙中最神圣的一座，印度教最重要的节日湿婆节（Maha Shivaratri）就在这座寺庙中庆祝。只有印度教信徒才被允许进入帕舒帕蒂纳特庙，而那些不是信徒的游客只能在巴格马蒂河对岸远远地观望寺庙。

在寺庙附近的巴格马蒂河畔，坐落着尼泊尔最大的火葬场——雅利亚·加特（Arya Ghat），在加德滿都及周围地区尤其常用。火葬前，死者的长子会在河边剃光全身毛发，走进河中净身，举行简单的仪式后，用白布包起死者的遗体，然后在河边的平台上搭起架子火化，焚烧后的骨灰洒入河中，而长子需吃斋禁欲13天，因为他们相信这样做，死者的灵魂才能离开躯体，融入神界。

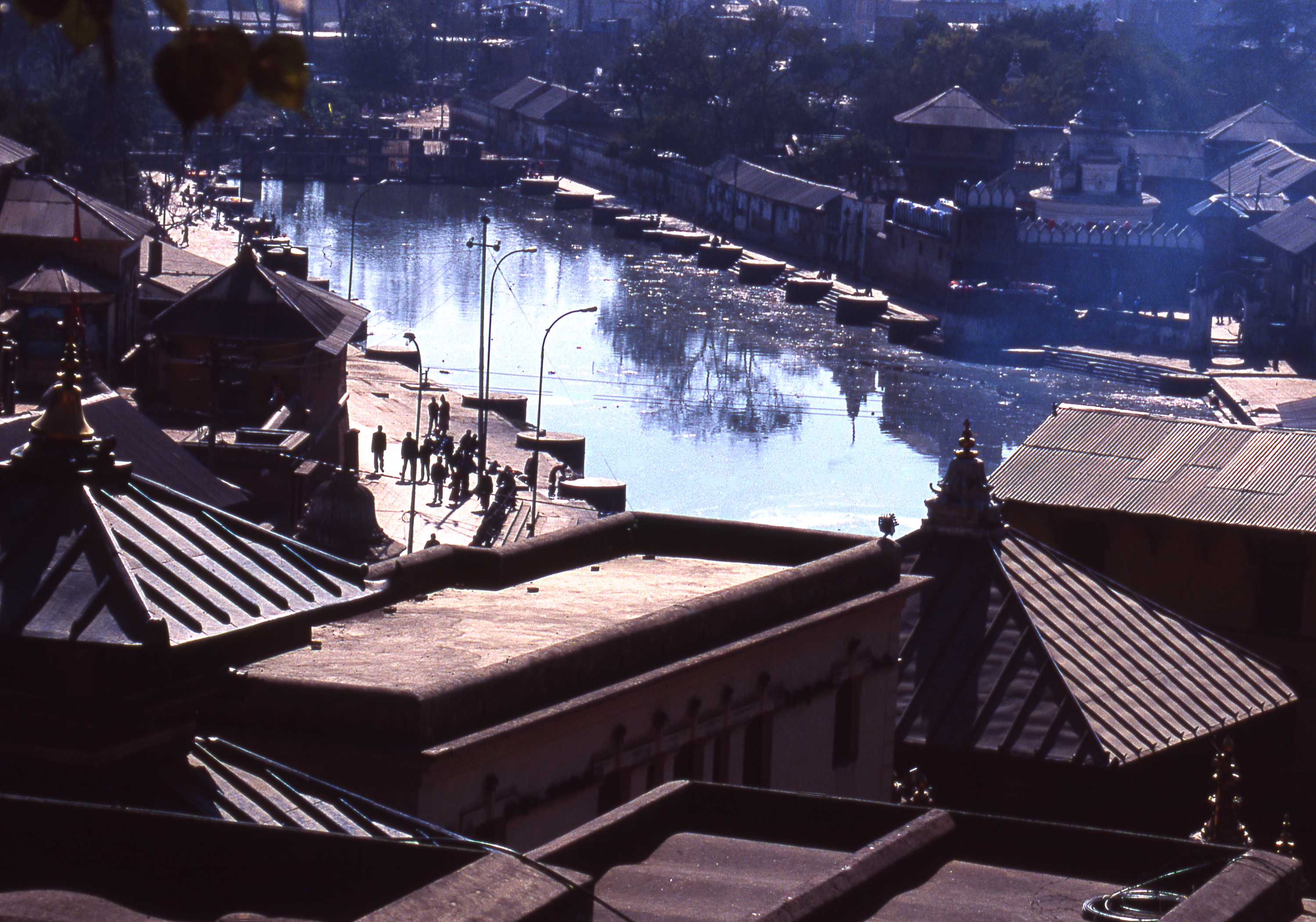
火葬場俯瞰
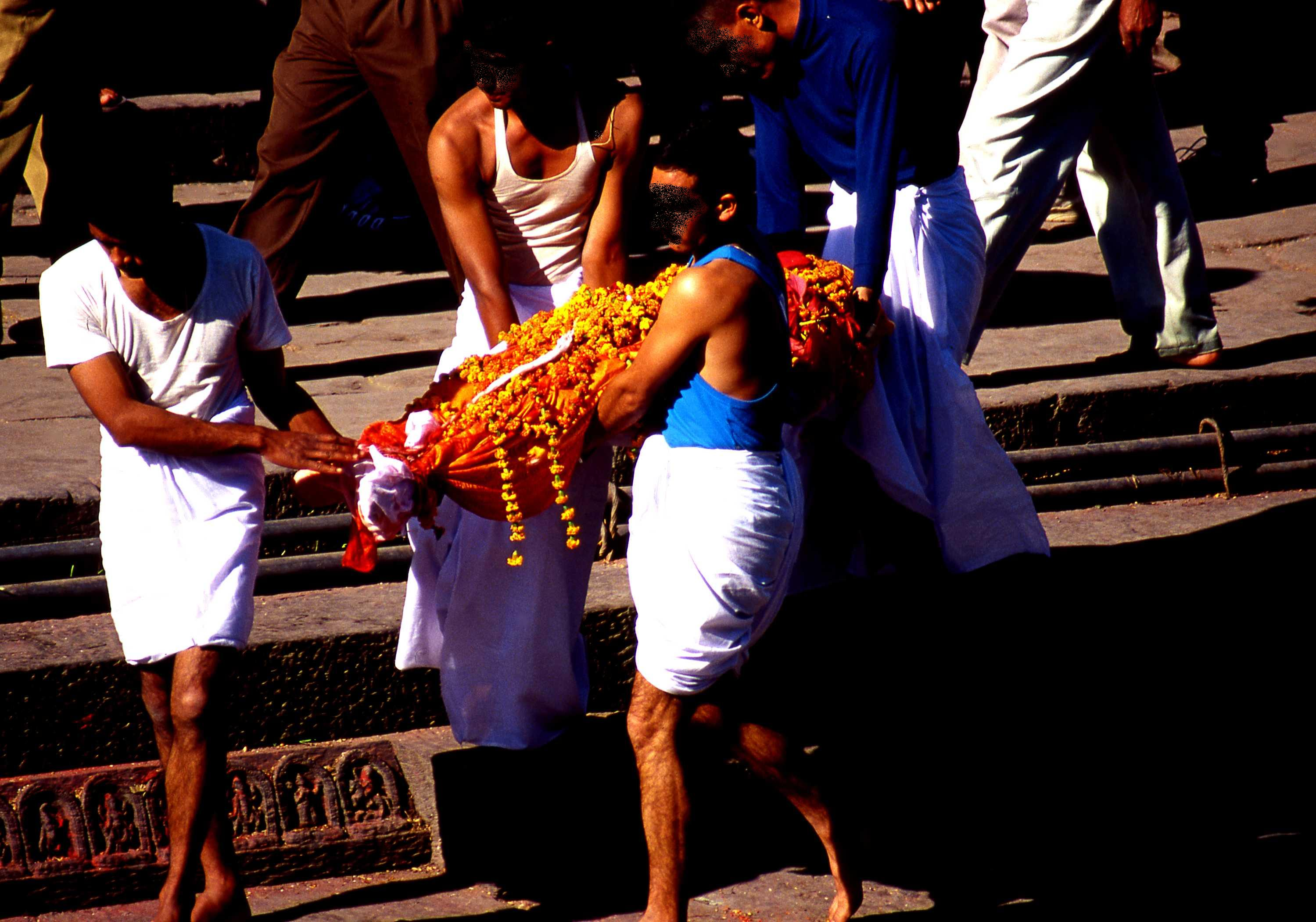
送葬
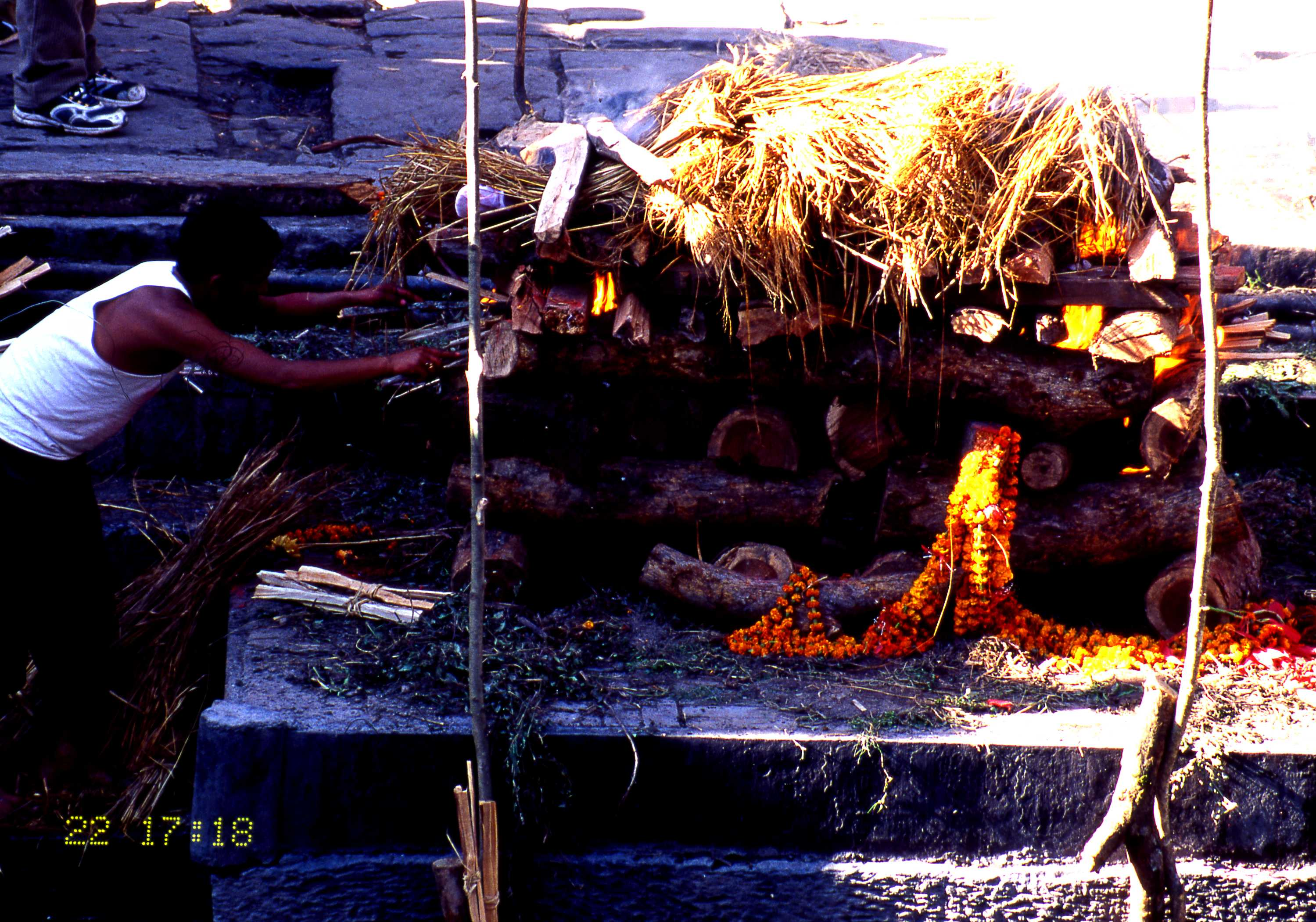
点火瞬间
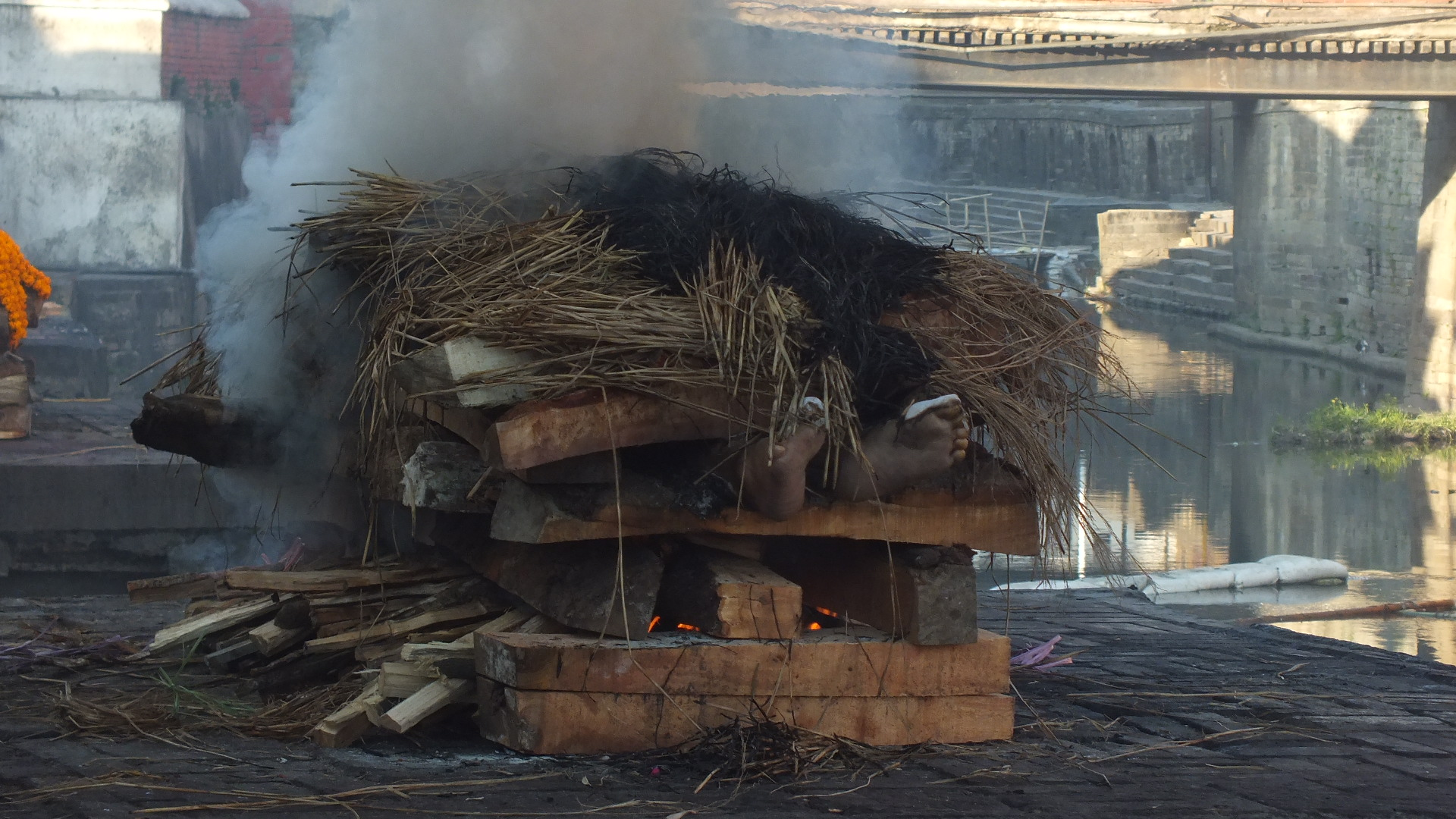
2015年
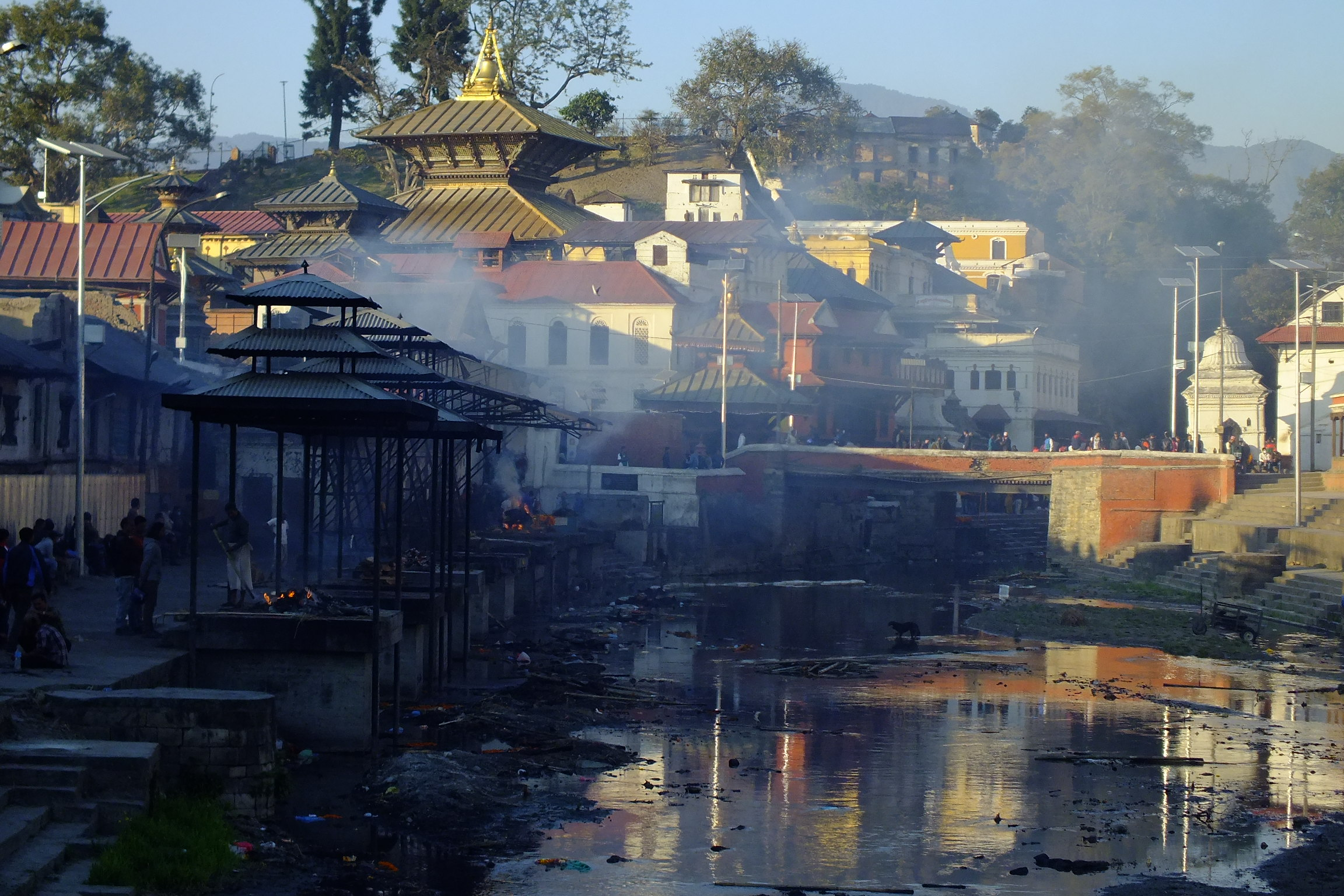
火葬場全景（2015年）
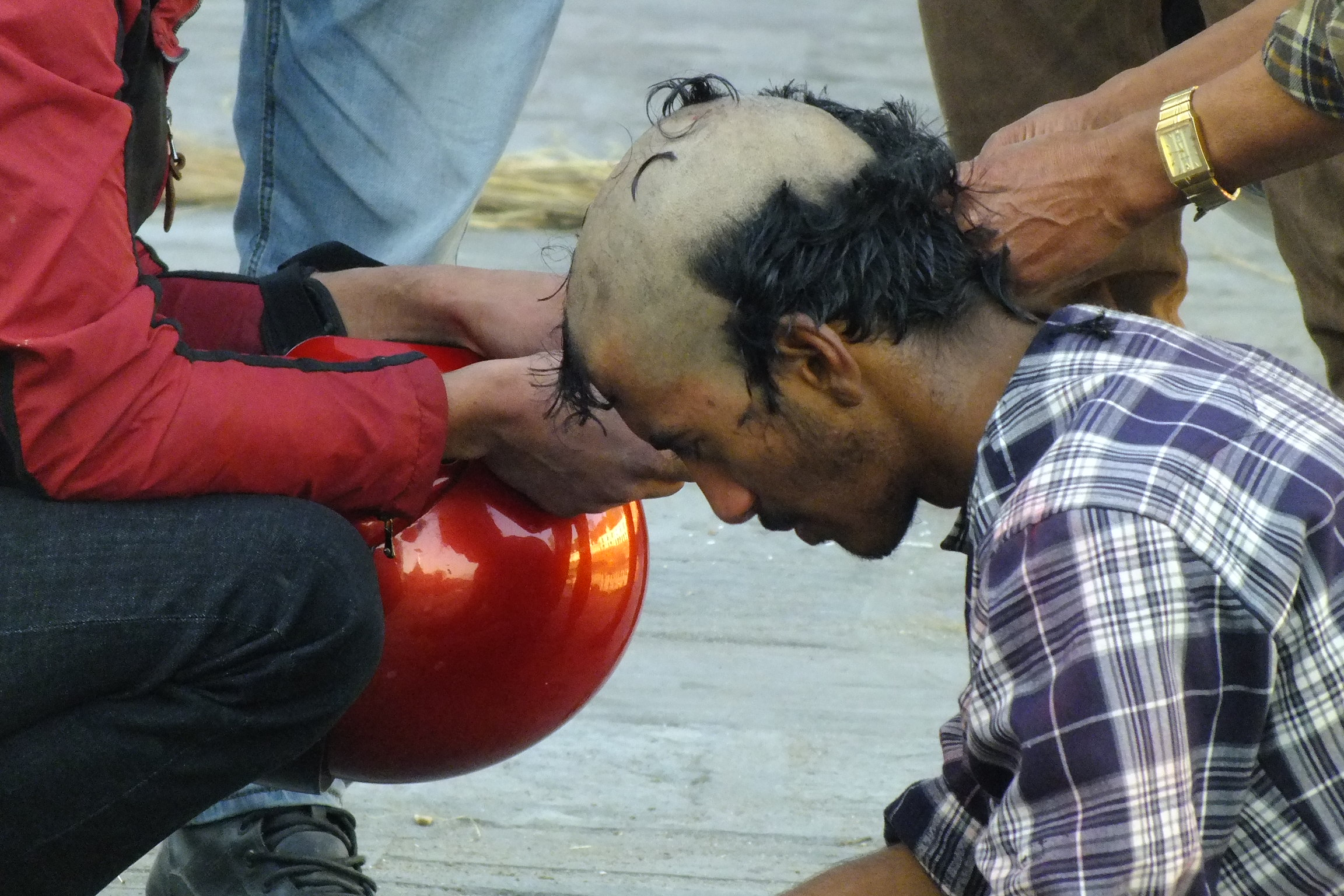
剃髪

## 历史

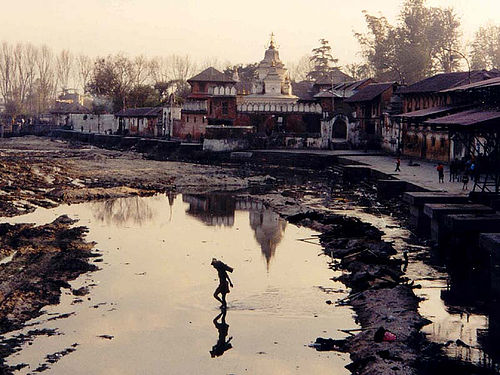
苦行僧站在木板上横渡巴格马蒂河

寺庙的祭祀活动自马拉王亞克沙·馬拉（Yaksha Malla）的时代开始，祭司是来自南印度的婆罗门。此传统应该是在公元6世纪由圣人商羯罗开创，表面上是为了停止寺庙中很普遍的人祭，实际上是通过鼓励文化交流使大印度（Greater India）思想得到传播，使印度达到统一。他的方案在印度的其他寺庙中也被推行。与印度不同，那时尼泊尔的主权在几个世纪中从未被外敌夺走，這是由於她被强大的踞喀兵军队保护。然而马拉王很尊重商羯罗的请求，并任命其为受人尊敬的印度教祭司。

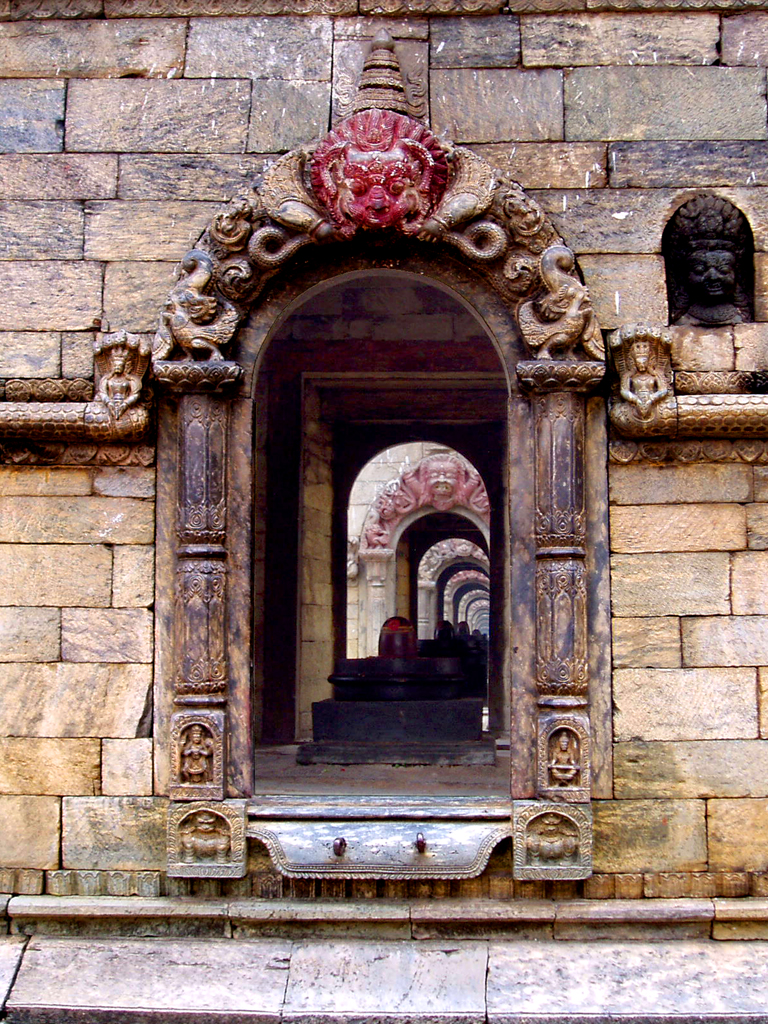
帕舒帕蒂纳特庙

还有一种说法，该寺是印度祭司们的住所，因为当国王逝世后，尼泊尔全国的百姓一年中都不能进行任何宗教活动，而要为故王服丧一整年。由于寺庙必须永远受人敬仰，印度祭司也会进入寺庙以保证该寺不受破坏，即使是在全国服丧期间。
还有一个特别之处就是寺庙中只有4名祭司能触摸神像，而且祭司均需来自南印度。然而，由於尼泊尔於2009年发生了历史性的革命，尼泊尔的君主制已被推翻，随着民主化进程的推进，尼泊尔籍的祭司们称他们更适合守护神像，因为他们与南印度祭司有着同样渊博的学识，而且他们对加德满都独特多元的文化更为了解，而这正是南印度祭司所缺少的。
2001年6月16日，尼泊尔在帕舒帕蒂纳特庙为已故的比兰德拉国王、迪彭德拉国王举行哀悼仪式。新国王贾南德拉、柯伊拉腊首相及内阁成员参加了哀悼仪式。
2015年尼泊尔地震，该寺庙幸存，建筑基本完好，但是几面墙被扭曲变形。数百具遇难者遗体在帕舒帕蒂纳特庙火化，死者骨灰顺巴格馬蒂河流走，巴格馬蒂河几乎被火化尸体的残留物堵塞。

### 祭司

主庙正门，非印度教徒禁入。从后面可以看到湿婆的坐骑南迪的雕像

帕舒帕蒂纳特庙中的婆羅門被称为巴塔，而祭司长被称为Mool Bhatt或Raval。祭司长只答复尼泊尔国王的问话，并向国王定期报告寺庙的问题。这些进行表演的祭司全部来自南印度，而这些祭司中，最知名的一位是祭司长帕德马纳巴·沙斯特里·阿迪加（Raval Padmanabha Shastri Adiga，1927年－2005年）。他从1955年开始担任祭司，1967年成为祭司长。在任期内，他首次使用寺庙资金用於当地的发展。1993年退休后，他回到了故乡乌杜皮。

### 2009年骚乱事件
寺庙的祭司长自马拉王时代就均由南印度人担任，而这一点与寺庙中未证实的腐败问题成为尼泊尔人心中的症结。
2009年1月，在寺庙的祭司长被强行辞退後，尼泊尔共产党（毛主义）领导的政府“精心挑选”并任命了一名尼泊尔籍的祭司长，但并没有按照适当的程序实行。此任命受到了寺庙中Bhandari们的非议，他们称自己并不反对此任命，但反对没有按照适当程序进行的任命。法庭上，由於此任命决定遭到如此质疑，最高法院否决了此任命。然而，政府无视这一裁决，继续这一任命决定，於是这种缺乏透明度的做法导致了公共暴力和抗议事件。尼共（毛主义）领导的半武装组织共产青年团（YCL）袭击了抗议者，导致多人受伤。立法者和反对党激进分子也加入抗议者的行列，他们称他们会支持Bhandari们和其他抗议者。而政府依然无视这一事件，继续其任命决定。
不过此后，因印度政客穆拉亚姆·辛格·亚达夫（Mulayam Singh Yadav）表达不满，而印度知名人士戈文达·阿胡贾（Govinda Ahuja）、阿米塔布·巴沙坎以及安尼尔·安巴尼也由於骚乱不能参观寺庙，尼泊尔政府迅速撤销了其决定，使印度祭司复职。

## 建筑

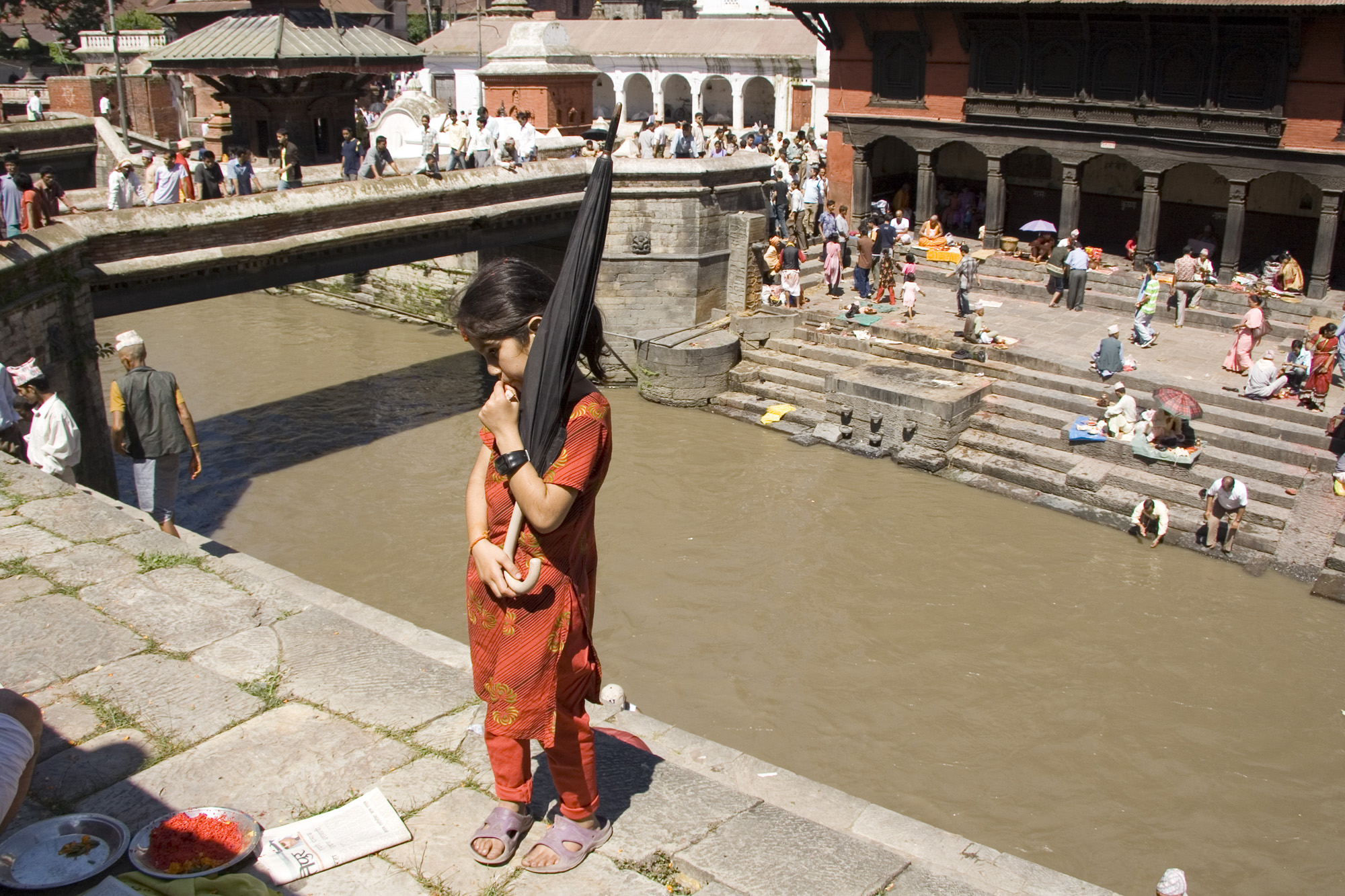
帕舒帕蒂纳特庙外

### 结构
帕舒帕蒂纳特庙占地面积2.6平方千米，是塔式建筑，主体建筑和附属建筑群的主要元素是方形结构，主体建筑四边对称，具有大型屋顶，屋顶为双重檐，四面斜坡，其双重檐为铜制，表面镀有金层，塔顶也是金制，具有宗教象征意义，木雕浮屠装饰精美。寺庙有四个大门，门表面镀满银片。西门外有南迪（Nandi，湿婆的坐骑公牛）雕像，雕像表面也镀有金层。湿婆神像是由黑色石头雕刻而成，高及周长均约为1.8米。

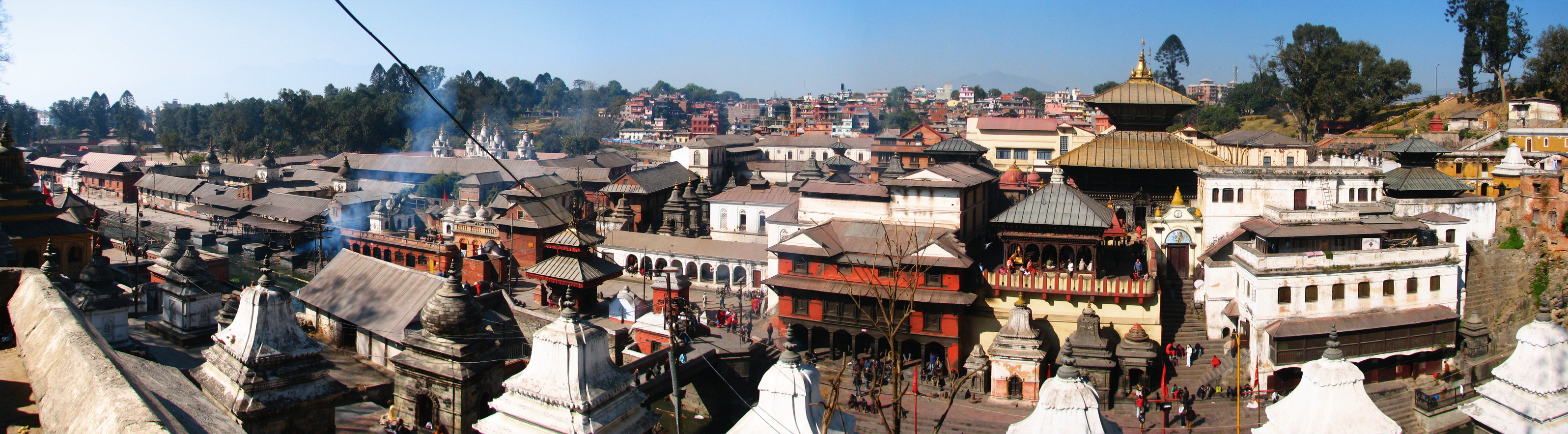
从巴格马蒂河对岸俯瞰帕舒帕蒂纳特庙全景

### 周边环境

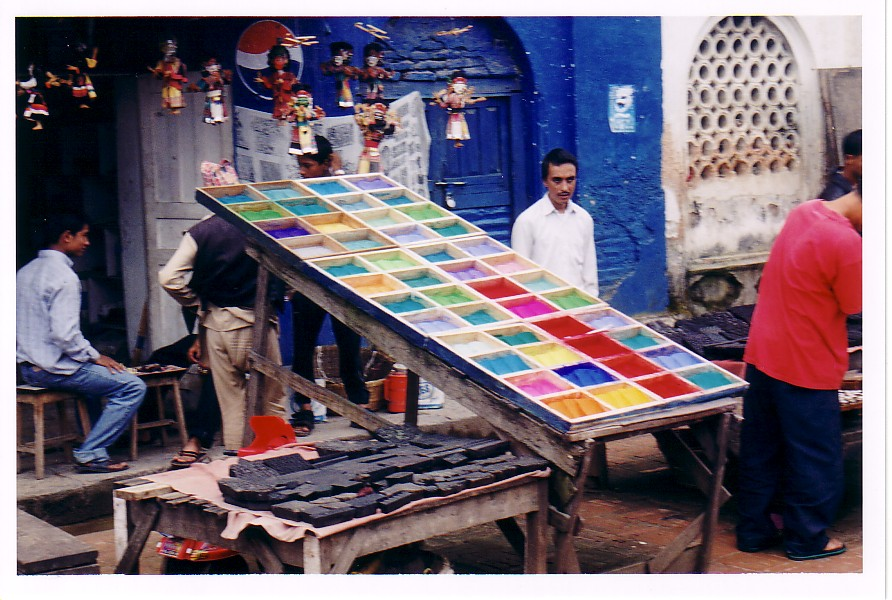
寺庙外贩卖颜料的商贩

帕舒帕蒂纳特庙周围的街道上开设有大型市场，市场里的商贩售卖纪念品、服饰、颜料以及宗教用品。该寺庙的东面是瓦苏基纳特（Vasukinath）。寺庙大门外有一家古庙改建的福利院，曾是德肋撒修女生活和工作的地方。巴格马蒂河上游沿岸有一些苦行僧隐居的山洞，他们会摆成修炼姿势，如果游人要拍照，则需给他们一些钱。

### 寺庙群

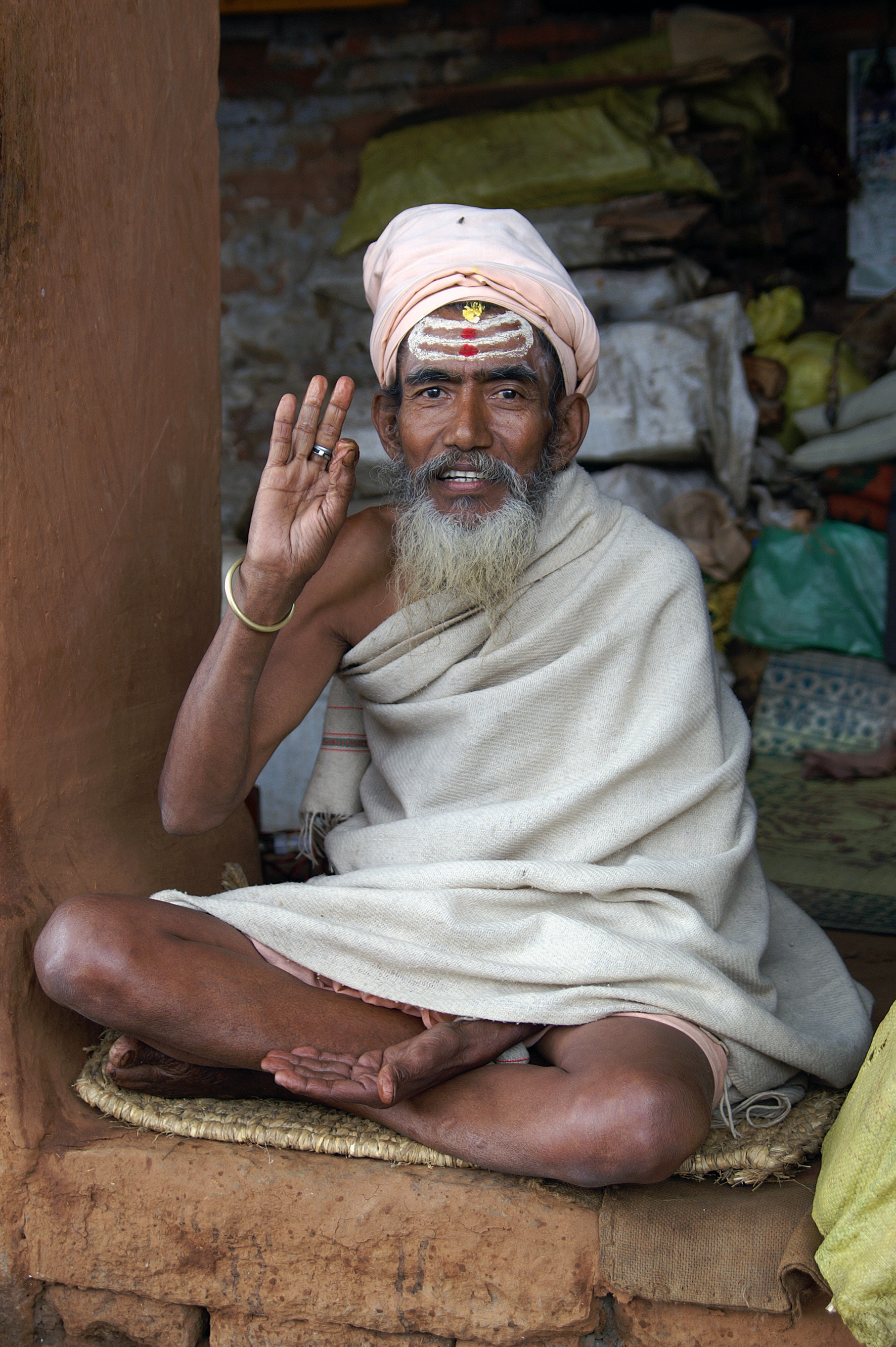
河畔的苦行僧

帕舒帕蒂纳特庙地区的264公顷土地上，共有518座寺庙及古迹。主要的塔式庙宇位于四周筑有工事的庭院内，由尼泊尔警察守卫，并设有一个警察哨位。西门前有一座大型南迪（神牛）雕像。
庭院内的庙宇、圣坛主要有：
- 瓦苏基纳特（Vasukinath）
- 温马塔·拜拉弗（Unmatta Bhairav）
- 苏里亚·纳拉扬（Surya narayan）
- 基尔提·穆赫·拜拉弗（Kirti mukh bhairav）
- 布达尼尔·坎塔（Budanil kantha）
- 哈奴曼（Hanuman）
- 184希瓦林（184 shivaling）

外围的庙宇、圣坛主要有：
- 拉姆·曼迪尔（Ram mandir）
- 维拉特·斯瓦鲁普（Virat swaroop）
- 12乔蒂林加（12 jyotirlingha）
- 古赫什瓦里（Guhyeshwari）